# آية التطهير

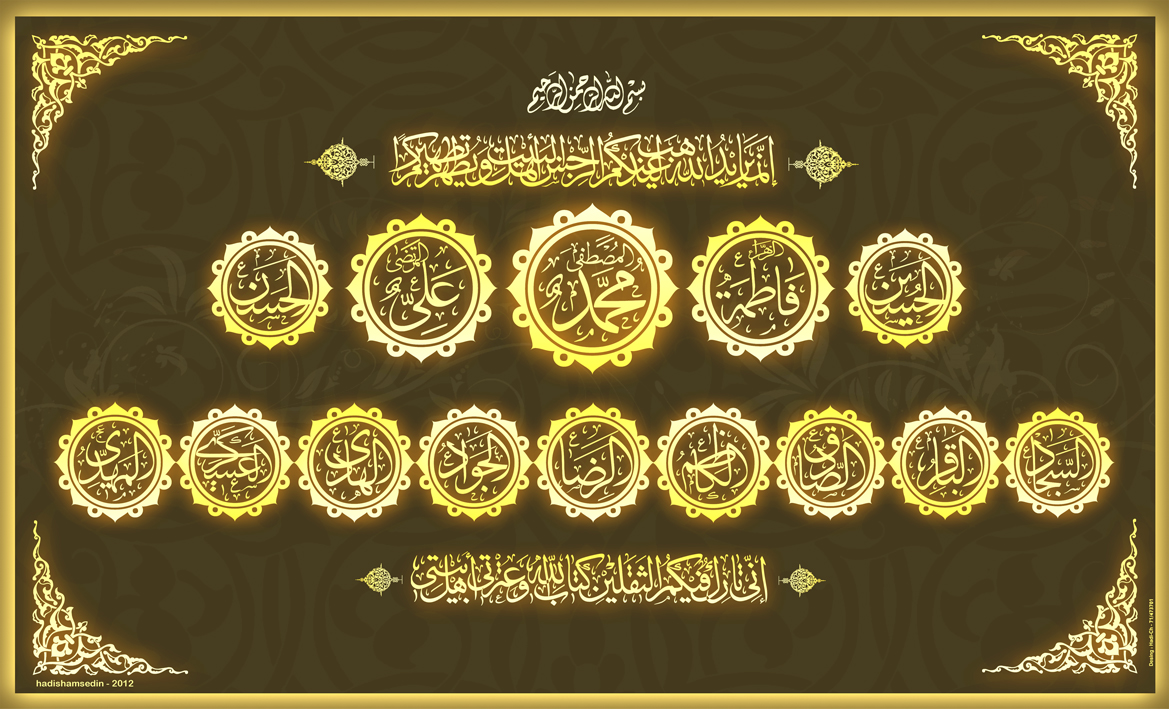
لوحة كتبت عليها آية التطهير وأسماء المعصومين عند الشيعة الأثنا عشرية

آية التطهير، نزلت في زوجات النبي بشكل خاص فإن أهل البيت تعني الزوجة هي الآية الثالثة والثلاثين من سورة الأحزاب في القرآن؛ والتي جاءت وسط مجموعة من الآيات تخاطب جميعها نساء النبي محمد. والآية هي:﴿وَقَرْنَ فِي بُيُوتِكُنَّ وَلَا تَبَرَّجْنَ تَبَرُّجَ الْجَاهِلِيَّةِ الْأُولَى وَأَقِمْنَ الصَّلَاةَ وَآتِينَ الزَّكَاةَ وَأَطِعْنَ اللَّهَ وَرَسُولَهُ إِنَّمَا يُرِيدُ اللَّهُ لِيُذْهِبَ عَنْكُمُ الرِّجْسَ أَهْلَ الْبَيْتِ وَيُطَهِّرَكُمْ تَطْهِيرًا ۝٣٣﴾. يستدل الشيعة الاثنا عشرية بها على عصمة وطهارة أئمتهم من أهل البيت من جميع الأرجاس الظاهرة منها والباطنية، كما يرون أن أهل البيت هم الرسول محمد وفاطمة الزهراء والأئمة الاثنا عشر، بينما يرى الزيدية أنها نزلت في الخمسة أصحاب الكساء فقط، واكتسب هذا المصطلح أهميته وشهرته نتيجة اختلاف المذاهب الإسلامية في تفسير ماهية أهل البيت الذين ذكرهم القرآن وبينهم الرسول. فيما اختلف أهل السنة والجماعة في المقصود بأهل البيت فقال بعضهم أنهم نساء النبي، وقال بعضهم: هو خاص بالرسول محمد وعلي وفاطمة والحسن والحسين، وقال بعضهم: هم آل عباس وآل علي وآل عقيل وآل جعفر.

## شأن نزول الآية

### في مصادر أهل السنة
- روى الحاكم في كتابه المستدرك على الصحيحين في الحديث عن عبد الله بن جعفر بن أبي طالب أنه قال: لما نظر رسول اللّه ﷺ إلى الرحمة هابطة قال: ادعوا لي، ادعوا لي، فقالت صفية: من يا رسول اللّه؟ قال: أهل بيتي عليا وفاطمة والحسن والحسين، فجيء بهم فألقى عليهم النبي كساءه، ثم رفع يديه ثم قال: اللهم هؤلاء آلي فصل على محمد وآل محمد، وانزل اللّه عز وجل:﴿وَقَرْنَ فِي بُيُوتِكُنَّ وَلَا تَبَرَّجْنَ تَبَرُّجَ الْجَاهِلِيَّةِ الْأُولَى وَأَقِمْنَ الصَّلَاةَ وَآتِينَ الزَّكَاةَ وَأَطِعْنَ اللَّهَ وَرَسُولَهُ إِنَّمَا يُرِيدُ اللَّهُ لِيُذْهِبَ عَنْكُمُ الرِّجْسَ أَهْلَ الْبَيْتِ وَيُطَهِّرَكُمْ تَطْهِيرًا ۝٣٣﴾ [الأحزاب:33].
- أخرج الترمذي في سننه فقال: (حدثنا محمود بن غيلان، حدثنا أبو أحمد الزبيري، حدثنا سفيان، عن زبيد، عن شهر بن حوشب عن أم سلمة: أنّ النبي ﷺ جلل على الحسن والحسين وعلي وفاطمة كساءً ثم قال: اللهم هؤلاء أهل بيتي وخاصتي أذهب عنهم الرّجس وطهرهم تطهيرا، فقالت أم سلمة: وأنا معهم يا رسول الله؟! قال: إنك إلى خير).[6]

### في مصادر الشيعة
1. عن شهر بن حوشب قال: أتيت أم سلمة زوجة النبي لأسلم عليها، فقلت: أما رأيت هذه الآية يا أم المؤمنين: (إنما يريد اللّه ليذهب عنكم الرجس أهل البيت ويطهركم تطهيرا) قالت: أنا ورسول اللّه على منامة لنا تحت كساء خيبري، فجاءت فاطمة ومعها الحسن والحسين، فقال: أين ابن عمك؟ قالت: في البيت، قال: فاذهبي فادعيه، فقالت: فدعوته، فأخذ الكساء من تحتنا فعطفه، فأخذ جمعه بيده فقال: اللهم هؤلاء أهل بيتي فأذهب عنهم الرجس وطهرهم تطهيرا، وانا جالسة خلف رسول اللّه، فقلت: يا رسول اللّه بأبي أنت وأمي فأنا؟ قال: إنك إلى خير، ونزلت هذه الآية (إنما يريد اللّه..) في النبي وعلي وفاطمة والحسن والحسين.

## تفاسير أهل السنة والجماعة

### أهل البيت
اختلف مفسروا أهل السنة في من المقصود بأهل البيت في الآية الكريمة، وذلك لورود الكثير من الروايات في التعريف بهم، فجاء في بعضها أن أهل البيت هم أصحاب الكساء محمد وابنته فاطمة وزوجها علي وابنيهما الحسن والحسين، وفي بعضها الآخر أن المقصود هم أزواج النبي، وجاء في بعضها أن أهل البيت هم أزواج النبي وآل علي وآل جعفر وآل عقيل، أي من حرمت عليهم الصدقة.
فمن مفسري أهل السنة من ذكر الروايات:
1. الطبري، جامع البيان.[8]
2. السيوطي، الدر المنثور.[9]
3. ابن كثير في تفسيره.

وهناك تفاسير لم يذكر مفسروها فيها الروايات التي وردت في أصحاب الكساء، منهم:
1. تفسير الكشاف للزمخشري.[10]
2. تفسير مدارك التنزيل لنسفي.[11]

## رواة حديث الكساء
من الصحابة الذين نقلوا الحديث، هم:
1. أنس بن مالك.

1. البراء بن عازب.

1. جابر بن عبد الله الأنصاري.

1. الحسن بن علي.

1. سعد بن أبي وقاص.

1. أبو سعيد الخدري.

1. عبد الله بن عباس.

1. علي بن أبي طالب.

1. عبد الله بن جعفر بن أبي طالب.

1. عمر بن أبي سلمة، ربيب النبي.

1. عائشة بنت أبي بكر.

1. واثلة بن الأسقع الليثي.

1. أبو الحمراء هلال بن الحرث، خادم النبي.

1. فاطمة الزهراء.

1. أم سلمة.[12]

## مفهوم التطهير عند الشيعة
الطهارة التي في القرآن لا تنصرف فقط إلى التطهير العرفي - بحيث يكون المقصود هو تطهير اجسام أهل البيت من النجاسات المادية والأمراض ومسبباتها وما ينتج عنها - وان كان يدخل في مصداق التطهير إلا أنه من المؤكد أن المراد من التطهير الذي نصت عليه الآية هو في الدرجة الأولى التطهير مما ذكره القرآن نفسه بعنوان كونه رجساً، فـالرجس في القرآن يشمل كل ما نهى عنه القرآن وصنفه ذنباً سواء كان فعلا أو معتقدا أو خُلقاً أو حتى شعوراً سكن القلب ولم تجرؤ عليه بقية الجوارح، فهذه جميعها رجس وتأكيد الاية على التطهير بالتأكيد يشملها جميعها. وهذا هو المعنى الظاهر للعصمة، أي التنزه عن جميع أشكال الرجس والموبقات وهي اختصت فقط بأهل البيت وبنص القرآن. وقد اتفقت الشيعة في أهم كتبها المعتبرة على أن الآية جاءت في وصف أهل بيت النبي، وأنها نزلت في سياق تلك الواقعة المعروفة التي اجتمع فيها رسول الله مع علي والزهراء والحسن والحسين.

## مكانةأم سلمةمن أهل البيت
يتضح من الروايات الواردة عن الفريقين في شأن نزول الآية وبالخصوص ما جاء فيها من قول النبي:(أنت إلى خير) والتي وردت باختلافات بسيطة؛ أن أم سلمة ليست من أهل البيت

## مؤلفات في الآية
كُتب في شرح آية التطهير العديد من علماء الشيعة لكونها من الأدلة البارزة لديهم في إثبات عصمة النبي محمد وابنته فاطمه وزوجها وابنيهما.
- آية التطهير، مرتضى العسكري.
- آية التطهير، علي الحسيني الميلاني.[16]
- أهل البيت في آية التطهير، جعفر مرتضى العاملي.
- آية التطهير وعلاقتها بعصمة الأئمة، المؤلف: طه حامد الدليمي.[17]
- عمدة عيون صحاح الأخبار في مناقب إمام الأبرار، ابن بطريق يحيى بن الحسن الحلي.[18]

## مواضيع ذات علاقة
- العصمة
- الإمامة
- آية الولاية
- حديث الثقلين
- حديث الغدير
- الولاية
- الخلاف حول الأئمة عند طوائف الشيعة